# Virslīga 1936
In 1936 werd het tiende voetbalseizoen gespeeld van de Letse Virslīga. Olimpija Liepāja werd kampioen.

## Eindstand
| Plaats | Club                 | Wed. | W  | G | V  | Saldo | Ptn. |
| ------ | -------------------- | ---- | -- | - | -- | ----- | ---- |
| 1.     | Olimpija Liepāja     | 14   | 12 | 2 | 0  | 37-10 | 26   |
| 2.     | ASK                  | 14   | 10 | 3 | 1  | 35-12 | 23   |
| 3.     | RFK                  | 14   | 9  | 1 | 4  | 30-20 | 19   |
| 4.     | V. Kuze              | 14   | 4  | 4 | 6  | 19-24 | 12   |
| 5.     | Hakoah Riga          | 14   | 4  | 3 | 7  | 21-24 | 11   |
| 6.     | Universitātes Sports | 14   | 3  | 3 | 8  | 21-33 | 9    |
| 7.     | Riga Wanderer        | 14   | 3  | 2 | 9  | 26-25 | 8    |
| 8.     | JKS                  | 14   | 2  | 0 | 12 | 13-54 | 4    |

|  | Kampioen   |
|  | Degradatie |

## Kampioen
| Virslīga 1935                        |
| Letland                              |
| ------------------------------------ |
| OLIMPIJA LIEPĀJA Kampioen (5° titel) |